# Пеккен, Матвей Христианович
Матвей Христианович Пеккен (1755—1819) — российский медик, доктор медицины, педагог: профессор Московской медико-хирургической академии.

## Биография
Матвей Пеккен родился в Санкт-Петербурге в семье статского советника Христиана Пеккена (венг. Christian Pecken; 1731—1779), врача по образованию, который приехал в русскую столицу из Венгрии. Родственник генерал-майора Российской Императорской армии Карла Христиановича Пеккена.
Образование получил в Геттингенском университете («Энциклопедический словарь Брокгауза и Ефрона» утверждает, что М. Х. Пеккен четыре года учился в университете Йены), там же был удостоен степени доктора медицины, затем вернулся в Россию, сдал экзамен в Медицинской коллегии у Григория Фёдоровича Аша и Иоанна-Якоба Лерхе и 3 сентября 1779 года (спустя десять дней после смерти своего отца) получил право врачебной практики в Российской империи.
В ноябре 1779 года он был определён на службу в Санкт-Петербургский генеральный адмиралтейский госпиталь младшим врачом (с жалованьем по 300 рублей и казенной квартирой). Пеккен просил о том, чтобы ему было поручено читать лекции по акушерству в обоих петербургских госпиталях; Медицинская коллегия приняла его предложение и в марте 1781 года назначила ему 150 рублей прибавки к жалованью за предположенный курс, а в мае того же года он был переведён в Кронштадтский генеральный адмиралтейский госпиталь лекционным доктором вместо Максимовича-Амбодика.
Пеккен преподавал в Кронштадте различные медицинские предметы; 6 декабря 1783 года он получил звание профессора; 4 декабря 1786 года получил чин надворного советника.
В 1791 году начальник Медицинской коллегии барон И. Ф. Фитингоф вызвал его из Кронштадта и назначил директором создававшейся медицинской академии. Пеккен стал руководить её устройством и постройкой для неё здания на Аптекарском острове. Однако после смерти Фитингофа Медицинская коллегия в лице нового её директора А. И. Васильева назначила его старшим доктором Рижского полевого госпиталя (Коллегия вообще была против учреждения нового училища и предлагала усилить преподавание в имевшихся уже школах, а недостроенное здание на Аптекарском острове обратить в фабрику хирургических инструментов). Пеккен не согласился ехать в Ригу и 24 марта 1793 года вышел в отставку, после чего переехал в Москву, климат которой, как уверял он, оказался так для него хорош, что он намерен всю жизнь там прожить; в то же время он снова просил назначить его преподавателем и осенью того же года был определён в Московский военный госпиталь профессором патологии и медицинской практики вместо профессора А. М. Шумлянского; 16 октября 1794 года и Шумлянский, и Пеккен «по своим талантам, трудолюбию, учености и некоторыми сочинениями прославившиеся», были признаны Медицинской коллегией почётными членами.
В 1795 году, после преобразования столичных медицинских школ, профессорам было предоставлено избрать адъюнктов, и 30 сентября того же года по желанию М. Х. Пеккена к нему был назначен адъюнктом лекарь Ефрем Осипович Мухин. С его участием 10 февраля 1797 года Пеккен открыл в Московском госпитале «постоянную клиническую палату» — первую терапевтическую клинику в России, которая была устроена по заграничному образцу (в первое время в клинике было только 10 кроватей).
В 1801 году имел чин коллежского советника, в 1812 — действительного статского советника.
10 февраля 1812 года Пеккен удостоился избрания в число почётных членов Медико-хирургической Академии.
Пеккен считался выдающимся врачом-практиком и очень способным и добросовестным преподавателем. Одной из главнейших его заслуг было то, что он составил и перевёл несколько полезных учебников.
Матвей Христианович Пеккен скончался 6 ноября 1819 года.